# Personaggi di Sentieri
Elenco dei personaggi principali della soap opera Sentieri.

## Annie Dutton
Annie Dutton (conosciuta anche con l'alias Teri De Marco): giovane infermiera proveniente da Chicago, viene assunta all'Ospedale dei Cedri alla fine del 1994. Nel gennaio dell'anno seguente, Annie si occupa di curare Joshua Lewis, rimasto ferito durante un incendio e i due si innamorano. Ben presto però Rick Bauer torna a Springfield e così si scopre che Annie è sposata con lui e le procedure di divorzio vengono interrotte a causa della morte dell'avvocato. Annie decide di non rivelare nulla a Josh, ma il suocero dell'uomo, Hawk Shayne, convinto che sua figlia Reva sia ancora viva, gli racconta del matrimonio di Annie e Rick. Josh lascia la donna, ma quando lei e Rick divorziano, la perdona e la sposa. Tuttavia Reva è davvero viva e ritorna a casa, rendendo quindi nullo il matrimonio di Josh e Annie. Reva divorzia da Josh e ottiene la custodia dei due figli Marah e Shayne, che però preferiscono Annie come mamma. Reva allora sposa Buzz Cooper, mentre Annie e Josh si risposano.
Annie però sa che Josh ama ancora Reva e ciò la porta ad una dipendenza da alcool e antidolorifici, arrivando anche a rubare medicinali dall'ospedale falsificando la firma di Rick. Annie viene licenziata da Lillian Raines, ma dopo essersi riabilitata viene assunta come fisioterapista da Alan Spaulding, che comincia a corteggiarla. Annie però è morbosamente legata a Josh e per non perderlo ricorre all'inseminazione artificiale ricattando una sua amica infermiera. Annie riesce a rimanere incinta e lo dice a Josh, che però decide di rimanere con lei solo fino alla nascita del bambino.
Annie tuttavia, presentatasi da un medico sotto falso nome, scopre di aver avuto un aborto spontaneo. Improvvisamente le viene un'idea per sfruttare la situazione a suo vantaggio: tiene il feto morto dentro l'utero per tre giorni finché alla festa di Amanda Spaulding simula una lite con Reva. Con una scusa infatti, conduce la donna in cima alle scale e poi mettendosi ad urlare a causa di un'accesa discussione si getta dalla rampa sfondando la balaustra e cadendo rovinosamente. Tutti pensano che Reva abbia spinto Annie e dagli esami risulta un'interruzione di gravidanza; Reva viene accusata di omicidio, ma non si arrende e cerca le prove che Annie ha inscenato l'aborto. La Dutton però trafuga il cadavere del bambino dall'obitorio in modo che non possa essere effettuata un'autopsia. Alla fine il medico di Annie la riconosce e così Reva viene scagionata ed Annie, dopo aver subito un isterectomia, viene messa in libertà vigilata.
Dopo essere stata lasciata da Josh, Annie aiuta Alan a trovare la sorella di Reva, Cassie Layne per impossessarsi della Lewis Oil. I due riescono a rintracciare Cassie, ma Reva scopre che Annie ha violato la libertà vigilata e la denuncia alle autorità. Annie quindi viene rinchiusa in un istituto psichiatrico, dove fa amicizia con una certa Caitlin, che altri non è se non Harley Cooper, mandata da Reva per farsi svelare l'identità di sua sorella. Annie tenta di uccidere Harley, una volta capito l'accordo tra le due, ma la donna viene salvata da Phillip Spaulding.
Alan riesce a far rilasciare Annie dall'istituto e le propone di sposarlo. Reva però scopre che Annie era già sposata quando viveva a Chicago e riesce a localizzare il marito della donna, Eddie Banks. Quest'ultimo era stato complice di Annie nel furto di alcune medicine nell'ospedale in cui lavorava molti anni prima. Annie finse di morire per addossare tutta la colpa a Eddie, ma Reva convince l'uomo a confessare di essere ancora legalmente sposato con lei. In questo modo le nozze con Alan vanno a monte ed Annie viene arrestata. Dopo essere evasa, Annie ruba un aereo privato della Lewis Oil e rapisce Reva per ucciderla. Quindi costringe il pilota a saltare dall'aereo rimanendo sola con Reva, le fa registrare una videocassetta nel quale dice addio a tutta la sua famiglia poi salta giù dall'aereo con un paracadute, facendo schiantare Reva. Quest'ultima però riesce a sopravvivere mentre Annie viene dichiarata deceduta.
Qualche mese dopo a Springfield arriva la detective Teri De Marco, nuova collega di Frank Cooper. In realtà la donna è Annie Dutton, che dopo aver conosciuto la vera Teri ha assunto la sua identità quando quest'ultima è entrata in coma. In seguito ad un intervento di chirurgia plastica è riuscita a diventare uguale a Teri, ma la sua famiglia ha notato qualcosa di strano. Annie inizia a drogare Josh con l'intento di conquistarlo e separarlo da Reva, la sua rivale però sospetta qualcosa e ben presto Tori viene smascherata da Reva e Josh così viene arrestata per tentato omicidio ai danni di Reva e falsa identità. Dopo essere riuscita ad evadere, si nasconde in campagna, ma vede Holly Norris che ha rapito alcuni bambini in seguito a un esaurimento, tra cui Shayne Lewis. L'affetto verso il ragazzino prevale sull'odio verso Reva e così Annie salva i bambini riportandoli a casa. Fra di loro c'è anche Lizzie Spaulding, con la quale Annie fa amicizia e che, al momento di lasciare Springfield, porta con sé. La bambina viene ritrovata da India von Halkein ma in seguito a ciò Annie viene rinnegata anche da Alan, l'unico ad averle voluto davvero bene.
Nel 2003, quando Reva viene perseguitata da un maniaco, pensa che Annie possa saperne qualcosa e così si reca nell'istituto in cui è rinchiusa per accertarsi che non c'entri niente. Reva resta molto colpita nel vedere la sua vecchia rivale che vive in un mondo tutto suo, in una stanza dove gli interni solo l'esatta riproduzione del suo soggiorno, immaginando di essere sposata con Josh e quindi disprezzandola ancora.

## Beth Raines
Elizabeth "Beth" Ann Raines  è stata interpretata da Judi Evans dal 1983 al 1986, da Lisa Loughridge nel 1986 e da Beth Chamberlin dal 1989 al 1991 e dal 1997 al 2009. Figlia di Lillian Raines, è stata sposata a lungo con Phillip Spaulding, dal quale ha avuto Lizzie; dopo la separazione si è legata ad un uomo violento; in seguito ha avuto un passionale flirt con Edmund Winslow.

## Hillary Bauer
Hillary Kincaid Bauer è stata interpretata da Linda McCullough e Marsha Clark.
Hillary Bauer arriva a Springfield nel 1977, lavorando come infermiera all'Ospedale dei Cedri. Poco tempo dopo tuttavia viene ricoverata per un attacco di appendicite e riceve una visita del suo patrigno Bill Morey. L'uomo però appare stranamente sospetto e sembra temere di essere riconosciuto da qualcuno. Ben presto la verità viene a galla: Bill Morey è in realtà Bill Bauer, creduto morto dalla sua famiglia in un incidente aereo avvenuto dieci anni prima. Inoltre Hillary scopre che Bill non è il suo patrigno, ma il suo padre biologico.
Hillary ha una relazione sentimentale dapprima con Roger Thorpe e poi con il dottor Kelly Nelson, che si contende con Nola Reardon. Alla fine Hillary si fidanza con il dottor Jim Reardon, la cui cognata Annabelle (moglie di suo fratello Tony) è convinta che il cottage che ha acquistato sia maledetto. Hillary viene coinvolta nelle ricerche di Annabelle e intuisce che il mistero è legato alla famiglia Spaulding, ma prima che possa dirlo a qualcuno, un ordigno inviato ai Reardon dalla psicopatica Susan Piper esplode uccidendola sul colpo.

## Berta Miller Bauer
Bertha "Bert" Miller Bauer è stato il personaggio più longevo della soap; inizialmente fu interpretato brevemente da Ann Shepard dal 1949 al 1950; in seguito, per ben 34 anni dal 1950 al 1984, il personaggio ha avuto la voce ed il volto di Charita Bauer che legò la sua intera carriera d'attrice a questo ruolo. Charita Bauer iniziò ad interpretare Bert quando Sentieri andava ancora in onda alla radio. All'inizio donna fredda, litigiosa e materialista, dallo stile di vita stravagante e costoso (che causa più di un problema al marito Bill) durante i primi anni di matrimonio semina zizzania all'interno della famiglia Bauer: le sue continue liti con le due cognate Meta e Trudy saranno fonte di conflitto per molto tempo anche se poi successivamente Bert andrà d'accordo con entrambe anche grazie alla mediazione di Fredrick "Papa" Bauer, patriarca della famiglia, che fu sempre molto legato a Bert tanto da considerarla come una quarta figlia; seppur molto litigiosa, provava un amore sincero e profondo nei confronti del marito tanto da perdonare i suoi continui tradimenti nonché sopportare i suoi problemi con l'alcool. Bert e Bill avranno due figli: Mike, avvocato ed Ed, medico; anche con i due figli Bert si dimostra inizialmente fredda e distaccata sebbene poi svilupperà un vero sentimento materno nei loro confronti anche se molte volte si scontrerà pure con loro sia per via delle loro vite sentimentali movimentate (Mike avrà anche una figlia, Hope Bauer da una donna sposata) sia per il loro intromettersi nel suo rapporto con il marito Bill. Nel 1966 a Bert viene diagnosticato un tumore uterino con cui combatterà per molto tempo (questa storia sensibilizzò molto il pubblico americano) ma alla fine riuscirà a guarire; nel 1969 viene colpita da un grave lutto: il marito Bill rimane vittima di un incidente aereo e viene dato per morto e nel 1972 anche "Papa" Bauer muore nel sonno, cosìcche Bert inizia a dedicarsi completamente alla sua famiglia divenendone il perno; il suo carattere duro farà posto ad una donna amorevole e gioviale, madre e nonna premurosa, tanto da divenire la nuova matriarca dei Bauer (anche se a partire da ora il personaggio, pur rimanendo nel cast principale, sarà di fatto relegato in secondo piano, non avendo più molte trame come protagonista, ma intervenendo in supporto alle varie trame in cui erano protagonisti figli, nipoti e parenti acquisiti). Negli anni sessanta, il personaggio di Bert fece anche delle brevi comparsate nella soap opera Destini nel periodo in cui i personaggi di Mike ed Hope vivevano a Bay City ed erano presenti in quest'ultimo serial. Nel 1979 Bert scopre che Bill era sopravvissuto all'incidente aereo di dieci anni prima ma che aveva perso la memoria, si era legato ad una donna sposata, Simone Kincaid ed aveva avuto una terza figlia, Hillary. La donna, ancora innamorata del marito, lo riprende in casa accogliendo Hillary come quella figlia femmina che non ha mai avuto e quando la ragazza morirà in un'esplosione causata dalla perfida Susan Piper, Bert ne soffrirà molto. Bert rimane vedova nel 1983 quando Bill morirà ucciso da uno psicopatico, Eli Sims. Una delle ultime trame di cui Bert fu protagonista fu un incidente d'auto nel quale venne coinvolta assieme a Joshua Lewis e a causa del quale perdette l'uso delle gambe (tale trama in realtà era un pretesto per far finire il personaggio di Bert in sedia a rotelle, a causa del diabete che aveva realmente colpito l'attrice Charita Bauer, la quale aveva perso davvero l'uso delle gambe). Ciononostante, almeno nella finzione, il personaggio di Bert riuscì a tornare a camminare in seguito ad un lungo e soffertissimo percorso di riabilitazione.

## Leslie Jackson Bauer
Figlia di Steve Jackson, primario di chirurgia dell'Ospedale dei Cedri, Leslie è cresciuta senza la madre, a detta di Steve morta di parto. Sin da piccola la ragazza ha dovuto sudare per ogni minimo cenno di approvazione da parte del padre, arrivando a diventare infermiera pur di compiacerlo. In realtà Steve non ha mai considerato Leslie un granché, ma al contrario apprezza moltissimo il suo fidanzato, il promettente medico Ed Bauer. Anche il giovane trascura Leslie per il lavoro e allora lei lo lascia per il garbato dottor Joe Werner. I due sono sul punto di sposarsi ma Steve ha un infarto e così Ed e Leslie capiscono di essere fatti l'uno per l'altra. Joe, in nome dell'amicizia che lo lega a Ed, decide di farsi da parte e quindi Ed e Leslie si sposano nel settembre del 1967. Nel 1968 Mike, il fratello di Ed, ritorna in città con la figlia Hope. La bambina si affeziona subito a Leslie e anche Mike stringe una solida amicizia con la cognata. Ed, afflitto da problemi lavorativi, comincia a distruggere il suo matrimonio e dopo aver commesso gravi errori sul posto di lavoro, viene licenziato. Ed allora abbandona Leslie e va a lavorare come magazziniere a Tarrywood. Qui conosce la sensuale segretaria Janet Mason, con cui intraprende una relazione. Mike intanto capisce di essersi innamorato di Leslie, ma si vergogna dei suoi sentimenti e comincia a frequentare Charlotte Waring. Qualche mese più tardi Ed ritorna a casa chiedendo perdono. Leslie capisce che suo marito si sta scusando solo per riprendersi il lavoro, ma lo riaccoglie comunque a casa. In ogni caso Ed prosegue la sua liaison con Janet all'insaputa della moglie. Dopo aver ottenuto il suo posto di chirurgo, Ed è pronto a divorziare da Leslie, ma lei lo precede annunciandogli di essere incinta. Alla nascita del bambino, i due decidono di chiamarlo Frederick, in onore al nonno di Ed. Poco dopo però Steve scopre della relazione fra Ed e Janet e ordina al genero di rivelarlo a Leslie, che per tutta risposta gli chiede il divorzio. Intanto Mike si è sposato con Charlotte e Leslie comincia ad innamorarsi del ricco imprenditore Stanley Norris. Sia Steve che Ed non approvano la relazione, giudicando Stanley un uomo privo di scrupoli, ma Leslie alla fine lo sposa. L'uomo si dimostra un marito assente e tradisce Leslie con molte altre donne; lei decide di separarsi ma qualche tempo dopo Stanley viene ritrovato assassinato proprio da Leslie. La donna viene accusata di omicidio e subisce un processo, in cui Charlotte fa di tutto per farla condannare, in modo da allontanarla definitivamente da Mike. Leslie però chiede aiuto all'ex-cognato per farsi scagionare e lui scopre delle prove compromettenti riguardo alla segretaria di Stanley, Linell Conway. Alla fine, durante il processo, la madre di Linell confessa di aver ucciso Stanley per via delle umiliazioni subite da sua figlia e muore per infarto subito dopo. In seguito al processo Mike divorzia da Charlotte e sposa finalmente Leslie. Non molto tempo dopo in città arriva una donna misteriosa di nome Madeleine Ballinger. Steve si dimostra irritato e nervoso nel vederla e alla fine Leslie scopre che la donna altri non è che Victoria, sua madre. Steve si giustifica dicendo che ha preferito mentire a Leslie piuttosto che rivelarle che la donna li ha abbandonati per scappare con un altro uomo. Leslie e Mike decidono di accogliere Victoria nella loro famiglia, permettendole di occuparsi del piccolo Freddie. In realtà qualche tempo dopo emerge la verità completa: Victoria ha avuto Leslie dalla relazione extraconiugale con Roy Mills (la cui moglie Audrey ha assunto Mike come avvocato per il divorzio) e poco dopo ha abbandonato la bambina a suo marito Steve per fuggire con un certo Barry Flannery. Leslie comprende finalmente il motivo del trattamento freddo che Steve le ha riservato per tutti questi anni, ma l'uomo le giura di considerarla come sua figlia naturale. Nel 1975 Hope, adesso studentessa all'Università di Springfield, presenta a Mike e Leslie il suo fidanzato Chad. Leslie lo riconosce come un suo ex e Mike va su tutte le furie perché l'uomo è molto più grande di Hope. Inoltre Chad aggredisce senza motivo Leslie, ma poi si scopre che è affetto da un tumore cerebrale, così parte per operarsi e si salva appena in tempo. Al termine di questa storia Leslie decide di ritornare al college, nonostante lo scetticismo del marito. Nel 1976 Mike accetta di assistere la signora Ann Jeffers nella causa contro suo marito Spence, che ha portato via suo figlio Jimmy alcuni anni prima. Spence è un alcolizzato e inizialmente sostiene che il bambino sia Tim, il figlio adottivo della dottoressa Sara McIntyre, ma la sua tesi viene smentita. Una sera, dopo essersi ubriacato, Jeffers si reca a casa di Mike e lo aggredisce per poi scappare. Durante la fuga però viene coinvolto in un incidente stradale con Leslie e la donna muore fra le braccia del marito.

## Bill Lewis
Bill Lewis è figlio di Billy Lewis e Vanessa Reardon, fratellastro di Dinah, Billy ci fa capire, insieme ad altri giovani della sua età (Marah, Shayne, Marina, per esempio), come le soap non seguano i ritmi della vita: nell'arco di pochi giorni è cresciuto di molti anni. Si è sposato con Olivia Spencer, sua socia in affari, per impedire che fosse rimpatriata a San Cristobel.
Dagli anni 2000 è stato interpretato dall'attore Daniel Cosgrove, con la voce di Simone D'Andrea mentre in passato da Renauld White, dall'allora 17enne Bryan Buffinton e dal giovane Ryan Brown entrambi doppiati da Nicola Bartolini Carrassi per oltre 11 anni.

## Joshua Lewis
Joshua Lewis è stato interpretato dal 1981 al 1984 dal 1986 al 1991 e dal 1993 al 2009 dall'attore Robert Newman.
Personaggio ombra di Reva Shayne, alla quale è sentimentalmente unito da sempre, con tutti gli alti e bassi del caso; è talmente legato alla moglie che, quando l'ha creduta morta per la seconda volta, non ha esitato a farla clonare. Reva e Josh hanno due figli: Marah e Shayne.

## Mindy Lewis
Chiamata "principessa" dal padre Billy, Mindy è cresciuta con lui a Tulsa, in Oklahoma dopo la morte della madre. Trasferitasi a Springfield, fa immediatamente amicizia con Beth Raines, Rick Bauer e Phillip Spaulding, con il quale si fidanza. Quando Phillip la lascia per Beth, Mindy racconta tutto al patrigno della ragazza, Bradley Raines. L'uomo, accecato dalla gelosia, stupra Beth e quando la ragazza lascia temporaneamente Phillip, Mindy ne approfitta per andarci a letto. Dopo questa notte, Mindy rimane incinta, ma lo confessa solo a Rick e alla matrigna Vanessa.
Siccome Beth e Phillip stanno progettando il loro matrimonio, Rick convince Mindy a non abortire e le propone di sposarlo, in modo da crescere il bambino come figlio suo. Quando Billy scopre che sua figlia è incinta, si reca infuriato a casa di Rick ma Ed lo informa che il padre del bambino è Phillip. Billy allora va in chiesa, dove Phillip e Beth stanno per sposarsi e si fa confessare la verità da Mindy. Beth ascolta tutto e lascia Phillip sull'altare. In seguito Phillip decide di assumersi le sue responsabilità e di sposare Mindy. Quando però la ragazza perde il bambino, Phillip le chiede il divorzio.
Qualche tempo dopo Mindy comincia a frequentare il misterioso Kyle Sampson, che però la usa per impossessarsi della Lewis Oil. Quando Mindy scopre la verità si ubriaca e gli spara colpendolo al braccio. Lui però la copre quando si mette a piangere davanti a tutti per ciò che ha fatto. Poi Mindy viene assunta al Company insieme alla vecchia rivale Roxie Shayne e al suo ragazzo Kurt Corday. La Lewis si innamora di Kurt e progetta di sposarlo, così Rick denuncia alle autorità che il ragazzo è un clandestino canadese. Roxie, che lo aveva sposato in Alaska, rovina le sue nozze con Mindy e lo risposa. I due divorziano poco dopo e Billy chiede a Kurt di non sposare subito Mindy, ma di essere solo fidanzati per un certo periodo.
Nel 1985 Mindy e Kurt organizzano il loro matrimonio, ma la cerimonia viene interrotta quando Billy, che ha subito il lavaggio del cervello dall'Organizzazione Largo, estrae un'arma e tenta di uccidere Kyle. Ne consegue una baraonda in cui l'assistente di Kyle, David Preston, viene ucciso. Billy viene accusato dell'omicidio, ma alla fine si scopre che la vera assassina è l'amante di David, Suzette Saxon.
Successivamente Kyle cerca di lanciare una nuova linea di cosmetici e indice un concorso per eleggere la "Sampson Girl", cioè la modella che promuove i prodotti. Mindy vince il concorso, ma firma un contratto in cui promette di non avere figli nei seguenti cinque anni. Kurt è all'oscuro di tutto e aspetta pazientemente che sua moglie cominci a prendersi davvero cura di lui abbandonando la vita mondana. Poco tempo dopo Mindy causa un incendio in cui mette a rischio le vite di Kurt e Roxie e in seguito Kurt accetta un lavoro su una piattaforma petrolifera della Lewis Oil in Venezuela, ripromettendosi di tornare da Mindy. Tragicamente, però Kurt resta ucciso in un'esplosione.
Dopo essersi ripresa dal lutto, Mindy ha una breve relazione con Rusty Shayne, il fratello di Reva, che si conclude quando lui la lascia per sposare Rose McLaren. Poi Mindy sposa frettolosamente Will Jeffries, un amico di suo zio Josh. Will si dimostra mentalmente instabile e quando Rose viene uccisa, Mindy droga il marito per fargli confessare il delitto. Mindy e Rusty arrivano ad assumere un'attrice che si finge Rose per ossessionare Will, il quale capisce il loro piano e tenta di uccidere Mindy gettandosi con lei da un balcone. Fortunatamente, Rusty riesce a sparare Will appena in tempo e così Mindy si salva.
Nel 1990 Mindy si fa convincere da suo padre a spiare il rivale Roger Thorpe, ma si innamora di lui. Contemporaneamente aiuta il poliziotto A.C. Mallet a svolgere delle indagini sulla presunta morte di Phillip Spaulding. Inoltre Rick le chiede di sposarlo, ma lei rifiuta perché ama Roger. Quando si accorge che quest'ultimo non lascerà mai la moglie Alexandra, è troppo tardi: Rick ha già sposato Beth. Mindy quindi si fa coinvolgere sentimentalmente da Mallet, pur non lasciando Roger. Nel 1991 Mindy rimane incinta di Roger, ma lo stress è troppo e così perde il feto. Alla fine Mindy trova il coraggio di lasciare Roger, anche a causa delle minacce di Alexandra.
Dopo l'ennesima avventura (ha ritrovato e sposato Nick, il figlio di Alexandra), nel 1995 Mindy lascia la città per trasferirsi a Parigi e lavorare come stilista. Negli anni seguenti ritorna spesso a Springfield e nel 2009, a causa del matrimonio di Billy e Vanessa, Mindy ritrova la sua vecchia fiamma Rick. In conclusione della serie, attraverso un salto nel tempo di un anno, viene mostrato che Mindy e Rick si sono sposati.

## Trish Lewis
Patricia "Trish" Lewis (in precedenza coniugata Norris): nata e cresciuta a Tulsa, in Oklahoma, Trish fa parte della ricchissima famiglia Lewis. La ragazza tuttavia si fa sedurre da Andy Norris, un giovane ladruncolo che punta solo ai suoi soldi. Quando Andy e Trish si sposano, i genitori della ragazza la ripudiano e la giovane viene lasciata dal marito, che ruba alla sua famiglia mezzo milione di dollari. Trish non si dà per vinta e tenta di rintracciare Andy, senza però riuscirvi.
Nel 1980 un'amica di Trish, Vanessa Chamberlain, la chiama e la informa che Andy si è trasferito a Springfield. La ragazza non perde tempo e si reca dal marito per chiedergli il divorzio. Inizialmente lui rifiuta e la picchia, ma poi viene arrestato per aver rubato delle cartelle cliniche dall'ufficio della dottoressa McIntyre. Trish ottiene finalmente il divorzio e si impossessa dell'unica proprietà di valore di Andy: "La lanterna di rame", il ristorante che l'uomo ha regalato a sua madre Barbara. Trish ristruttura il locale e lo ribattezza "Il covo"; assume poi Tony Reardon per affiancarla come assistente.
Quando l'intera famiglia Lewis si trasferisce a Springfield, Trish si rifiuta di riunirsi a loro e va a lavorare per la concorrenza, ovvero per le Industrie Spaulding. Allo stesso tempo Trish comincia a frequentare l'avvocato Ross Marler, ma ben presto diviene l'amante di Alan Spaulding. Ciò mette in crisi l'amicizia fra Trish e Vanessa perché quest'ultima non vuole che Ross soffra e così la minaccia di rendere pubblica la sua relazione con Alan. Alla fine Vanessa rivela tutto alla moglie di Alan, Hope, che per la disperazione diventa un'alcolista. Un giorno, mentre è ubriaca, Hope racconta la storia a Ross, che decide di lasciare Trish. Confusa e in colpa, Trish interrompe la relazione con Alan, che di conseguenza decide di rovinare la vita a Ross. Spaulding infatti diffonde delle foto dell'avvocato Marler insieme ad una prostituta e mette della cocaina nella sua automobile, causando il suo licenziamento.
Nel 1984 tuttavia viene dimostrata l'estraneità di Ross, che viene reintegrato come procuratore distrettuale. Successivamente, quando Alan nomina Vanessa vicedirettrice delle Industrie Spaulding, Trish decide di farsi trasferire nella filiale di Parigi e parte da Springfield senza rimpianti.
Ritorna nel 1997 per prendere parte ai funerali di suo padre e poi nel 2002 in occasione delle nozze fra suo fratello Josh e Reva.

## Lujack Luvonaczek
Negli ultimi mesi del 1983 Floyd Parker vince un'ingente somma di denaro alla lotteria e diviene preda di una banda di teppisti capeggiati dal giovane problematico Lujack. Questi riesce a rubare i soldi di Floyd, ma poi si pente e restituisce il maltolto. Il ragazzo finisce comunque in cella, ma lì origlia una conversazione fra poliziotti corrotti, scoprendo così che Alan Spaulding ha incastrato l'avvocato Marler mettendo della droga nella sua auto. Marler infatti era colpevole, secondo Spaulding, di aver causato la fine della sua relazione con Trish Lewis.
Lujack quindi, sdegnoso verso il mondo privilegiato della famiglia Spaulding, racconta tutto alle autorità, riabilitando così l'avvocato Marler. L'avvenuto spinge Tony Reardon a vedere il lato buono e onesto di Lujack, che viene quindi assunto al bar di Tony, il "Company". Qui Lujack incontra la graziosa Beth Raines, che lo fa innamorare perdutamente e che cerca di istruirlo e allontanarlo dalle cattive compagnie che frequenta.
Quando Beth e il suo fidanzato Phillip Spaulding si lasciano, Lujack può finalmente dichiararsi e i due ragazzi diventano ufficialmente una coppia. Nonostante l'appoggio di Beth, Lujack non riesce a distaccarsi dai suoi amici delinquenti.
Poco tempo dopo Lujack viene messo al corrente di una tremenda verità: lui è il figlio di Alexandra Spaulding, sorella maggiore di Alan. Molti anni prima infatti Alexandra aveva avuto una relazione con un artista squattrinato, Eric Luvonaczek, ma tutto ciò non era visto di buon occhio dal padre della donna, Brandon. Quando Alexandra era rimasta incinta di Eric, Brandon aveva pagato l'uomo per portare via il bambino. Lujack è scioccato dalla scoperta e inizialmente fatica ad accettarla per via del suo disprezzo verso la vita degli Spaulding, ma alla fine Beth lo convince a conoscere Alexandra e in effetti il ragazzo impara a volerle bene.
Nel frattempo Lujack si decide ad allontanarsi dal suo clan di amici teppisti, ma deve fare i conti con la sua ex-fidanzata Darcy, che non intende lasciarlo andare. Lujack allora decide insieme al tenente di polizia Jeff Saunders di fingere di fare ancora parte della banda per distruggerla dall'interno. Beth però, ignara dell'accordo fra Lujack e il tenente Saunders, rimane delusa dagli atteggiamenti del ragazzo e comincia a riavvicinarsi a Phillip.
Darcy però, capito l'inganno, va su tutte le furie e scatena una rivolta all'interno dell'Ospedale dei Cedri. Lujack comunque riesce a fermarla e la ragazza viene arrestata dal tenente Saunders. Dopodiché Lujack decide di trasformare l'ex rifugio della banda in un night club, ma l'idillio non dura molto perché una sera nel locale avviene un'esplosione che causa a Beth la perdita della vista. La ragazza si reca in un istituto per ciechi e si rifiuta di ricevere Lujack, che comunque riesce a parlarle fingendosi un altro. Poco dopo Beth guarisce definitivamente.
Nel frattempo il giovane vuole trovare il responsabile dell'esplosione e si convince che la disgrazia sia opera di Phillip e di Andy Ferris. Così Lujack e Floyd convincono Andy ad accusare pubblicamente il rampollo degli Spaulding durante un party organizzato da Alexandra. Tuttavia Andy comincia ad avere ripensamenti e Lujack minaccia di fargli del male se non rivelerà davanti a tutti la colpevolezza di Phillip. Accade però l'imprevedibile: durante la festa c'è un improvviso black out e nel buio Andy viene ucciso da un colpo di pistola. Al riaccendersi delle luci, Lujack si ritrova accanto al cadavere con l'arma nelle mani.
Il ragazzo viene arrestato con l'accusa di omicidio e in carcere conosce Bradley Raines, patrigno di Beth che l'aveva violentata qualche tempo prima. La madre di Beth, Lillian, convince l'ex-marito ad aiutare Lujack e lui accetta, pentito del male arrecato alla figliastra.
Sebbene Phillip riveli la sua colpevolezza nell'incendio del night, la polizia non lo vuole credere, ma lui riesce comunque a farsi perdonare da Beth. Intanto Beth e Floyd si convincono che l'assassina di Andy sia India von Halkein, figlia del primo marito di Alexandra che ha sposato Phillip con l'inganno. In realtà India è innocente, ma viene rapita dal vero assassino, Floyd. Il ragazzo infatti vuole costringerla a registrare una sua confessione per poi ucciderla. Phillip riesce a salvare India appena in tempo e Floyd viene arrestato; questi infatti confessa di aver ucciso Andy perché innamorato di Beth e geloso del suo rapporto con Ferris.
Lujack, finalmente prosciolto da ogni accusa, decide di coltivare la sua passione per la musica e diventare una rockstar. Alexandra teme che ciò possa mandare a monte il suo fidanzamento con Beth e così presenta al figlio Locke Walls, una sua vecchia fiamma di professione musicista che è diventato tossicodipendente e sta per morire. Il gesto di Alexandra però sortisce l'effetto contrario e anziché far desistere Lujack dal suo intento, lo spinge a seguire la sua inclinazione. Dopo la morte di Locke, Lujack ottiene un contratto dalla nota produttrice discografica Suzette Saxon. Quest'ultima cerca di allontanare Beth e Lujack, presentando alla ragazza l'affascinante Jackson Freemont.
Intanto l'amante di Suzette, David Preston (assistente personale di Kyle Sampson), è vittima del pericoloso criminale Largo, capo dell'"Organizzazione Largo". Questi minaccia David di uccidere lui e Suzette se non lo aiuteranno nel suo piano per uccidere Kyle. L'Organizzazione Largo sfrutta la rivalità fra Kyle e Billy Lewis, ipnotizzando quest'ultimo per fargli commettere l'omicidio una volta visto il simbolo della setta.
Tuttavia Beth e Jackson scelgono il simbolo dell'Organizzazione Largo come sfondo per il video musicale di Lujack. Durante le nozze di Mindy Lewis e Kurt Corday, Lujack proietta il video e così Billy è costretto ad agire per via dell'ipnosi. La cerimonia sfocia in una baraonda, che si conclude con la morte non di Kyle, bensì dello stesso David. Billy viene accusato dell'omicidio, ma alla fine Fletcher Reade scopre che la vera responsabile è Suzette, che viene arrestata.
Intanto l'Organizzazione Largo rapisce Beth e Jackson, tenendoli in ostaggio su una barca. I due vengono salvati da Lujack, Kurt e Kyle, ma a un certo punto la barca esplode, uccidendo Largo e ferendo gravemente Lujack. Questi viene ricoverato all'Ospedale dei Cedri, ma la situazione si rivela drammatica e Lujack muore fra le braccia della sua amata Beth il 2 dicembre 1985.
Dopo la sua morte Lujack è apparso altre volte come sogno del fratello gemello Nick (la cui esistenza viene scoperta solo nel 1991). L'ultima apparizione di Lujack è nel gennaio del 1993, quando Nick si reca a parlare sulla sua tomba.

## Lucy Cooper
Lucille "Lucy" Cooper Spaulding è figlia di Buzz Cooper, Lucy è cresciuta con lui dopo che la madre Sylvia li ha lasciati. Inizialmente lavora come cameriera in un bar nel Texas, ma quando viene licenziata si reca in banca per riscuotere il denaro del fondo fiduciario che suo padre le ha intestato. Non trovando i soldi, Lucy raggiunge il padre, che si è trasferito a Springfield, per chiedergli spiegazioni e scopre che per anni l'uomo le ha tenuto nascosto il fatto di aver avuto una moglie e dei figli e di averli abbandonati per sposare Sylvia, facendosi credere morto. Lucy fa così la conoscenza dei fratellastri Frank e Harley e della matrigna Nadine. Intraprende inoltre una relazione con l'affascinante Alan-Michael Spaulding, che le offre un lavoro come sua segretaria alle Industrie Spaulding.
Alan-Michael però è ancora innamorato della sua prima moglie Eleni, adesso sposata con Frank. Gelosa, Lucy comincia a flirtare con il collega Brent Lawrence, che la porta fuori e la fa divertire. Quando però Lucy respinge le avances del ragazzo, non sentendosi pronta a perdere la verginità, Brent droga la sua bibita e la stupra. Lucy non racconta a nessuno della violenza subita, ma Alan-Michael scopre tutto e picchia Brent. Questi inizialmente scappa, ma poi cerca di rapire Lucy minacciandola con una pistola e così Alan-Michael tenta di disarmarlo. Durante la colluttazione Brent viene colpito da un proiettile e all'arrivo della polizia e della sorella, sembra morire.
In realtà Brent e sua sorella hanno inscenato la morte: l'uomo riappare qualche tempo dopo travestito da donna, presentandosi sotto il falso nome di Marian Crane e ottenendo un lavoro alle Industrie Spaulding. Così riesce ad accaparrarsi la fiducia di Lucy raccontandole di aver subito anche lei uno stupro e quando la ragazza si sottopone agli esami per l'HIV, Marian falsifica i risultati, facendole credere di essere stata infettata da Brent. Un giorno però Nadine, entrata nell'appartamento di Marian, capisce di trovarsi di fronte allo psicopatico Brent, che la uccide con un candelabro e getta il suo cadavere nel lago. Inoltre Brent uccide anche il detective Cutter, incaricato delle indagini.
Nel 1996 Brent riesce finalmente a rapire Lucy e tenta di ucciderla dopo averle confessato tutto. Fortunatamente Alan-Michael e Frank accorrono in suo soccorso e Brent, ormai imprigionato nell'identità di Marian, viene rinchiuso in un centro di igiene mentale.
Alla fine Lucy e Alan-Michael si sposano e vanno a vivere in Francia, ma alcuni anni dopo decidono consensualmente di divorziare. Alan-Michael torna così a Springfield, mentre Lucy resta in Francia.
È interpretata da Sonia Satra

## Buzz Cooper
Frank Achilles "Buzz" Cooper Sr. è un interpretato dall'attore Justin Deas.
Da giovane ha abbandonato la moglie Nadine e i figli Frank e Harley, da adulto ha faticosamente ricostruito i rapporti con la sua famiglia. I suoi due grandi amori, Nadine e Jenna, sono entrambe morte tragicamente (la prima uccisa da un maniaco, la seconda vittima di un incidente stradale). Emotivo, passionale, carismatico ed imprevedibile, si occupa della sua tavola calda.

## Marina Cooper
Marina Nadine Cooper è stata interpretata dall'attrice Mandy Bruno. In passato è stata interpretata da Kit Paquin, Aubrey Dollar, Sasha Martin, Alysa Zucker e Casey Rosenhaus. Figlia di Eleni e Frank Cooper, è un'adolescente che vive tutte le problematiche dell'età.

## Nadine Cooper
Nadine Corley Cooper è interpretata da Jean Carol.
Nadine, spensierata diciassettenne che sogna una carriera ad Hollywood, è costretta a rinunciare alle sue ambizioni quando rimane incinta di Buzz Cooper. La ragazza partorisce il piccolo Frank e poco dopo ha un'altra bambina da Buzz: Harley. Buzz però parte per il Vietnam e alla fine della guerra non rientra a casa. Nadine capisce che suo marito l'ha abbandonata, ma racconta ai figli che il padre è morto. Poi, insoddisfatta della sua vita misera, lascia i bambini al suocero e va via da Springfield.
Nel 1988, dopo aver saputo che Harley sta per sposare Phillip Spaulding, Nadine torna a casa e, mirando ai soldi della famiglia Spaulding, si fa assumere come infermiera personale dal patriarca Alan, paralizzato a causa di un incidente. Ben presto Nadine scopre che Alan sta simulando la paralisi e così lo ricatta per farsi sposare. Alan è costretto a cedere, ma dopo aver annunciato il fidanzamento viene arrestato. Contemporaneamente alla storia con Alan, la donna si innamora dell'avvocato Marler e i due hanno una breve relazione, che Nadine interrompe dopo aver capito che l'uomo è ancora innamorato della sua vecchia fiamma Vanessa Chamberlain.
Nel 1990 Nadine conosce l'alcolista Billy Lewis, fidanzato con Vanessa e i due hanno una relazione. Billy lascia Vanessa ad aspettarlo sull'altare per stare con Nadine, ma in seguito viene licenziato per i suoi problemi con l'alcool e Vanessa è chiamata a rimpiazzarlo. Nel 1991 Billy e Nadine si sposano a Las Vegas, inizialmente osteggiati dai figli di lei. Poi, grazie all'aiuto di Vanessa, Billy si disintossica e ritorna al suo impiego.
Quando Bill salva Vanessa da un tentativo di stupro, la donna lo prega di non dire nulla alla stampa, ma Nadine diffonde la notizia per dispetto e ciò causa una rottura fra lei e Bill. Resasi conto che Bill vuole lasciarla per Vanessa, Nadine arriva a fingere una gravidanza e si fa promettere dall'adolescente incinta Bridget Reardon di darle il suo bambino una volta nato. Il piano di Nadine funziona alla perfezione, finché Buzz Cooper, ritornato a Springfield, la scopre. I due allora raggiungono un compromesso: Nadine manterrà segreta l'identità di Buzz (spacciandolo per suo cugino), mentre lui non rivelerà a nessuno la storia della falsa gravidanza. Vanessa però conduce delle indagini e si fa rivelare la verità da Bridget. Billy allora caccia di casa Nadine, che torna a lavorare alla tavola calda di Buzz. In questo momento lui le sta molto vicino, nonostante sia innamorato di Jenna Bradshaw. Quest'ultima però è incinta di Roger Thorpe e Nadine lo racconta all'uomo per tenere separati Buzz e Jenna.
Successivamente Buzz cerca di recuperare i 125.000 dollari rubati da un suo amico anni prima e nascosti in un armadio. Nadine trova il denaro ma se ne disfa, venendo difesa da Buzz quando Jenna la rimprovera per il gesto. Inaspettatamente Buzz chiede a Jenna di sposarlo e lei accetta. Buzz però, braccato dalla polizia, viene messo in salvo da Nadine, che tenta di trovare una soluzione per riprendere il denaro. Alla fine, attraverso un'ipoteca sulla tavola calda e sull'attività di catering di Eleni (moglie di Frank), Nadine riesce a rientrare in possesso del denaro, che serve per far cadere le accuse contro Buzz.
In seguito Nadine convince Buzz a partecipare a un game show televisivo per coppie in modo da recuperare i soldi. Jenna, in collera con loro, chiama la produzione del gioco, chiedendo di verificare che i concorrenti siano realmente marito e moglie. Buzz e Nadine allora si sposano a Las Vegas per proteggere il denaro e riescono a vincere il game show.
Jenna scopre di essere incinta di Buzz, ma quando cerca di dirglielo, lui si rifiuta di parlarle e le dice di lasciarlo in pace perché è felice con Nadine. Jenna quindi decide di lasciare la città, ma Nadine, presa dai sensi di colpa, tenta di raccontare al marito della gravidanza. Buzz, appena scopre che Jenna sta partendo, si precipita in aeroporto, prima che Nadine gli dica che la donna è incinta. Inoltre non riesce a capirlo nemmeno in aeroporto, perché la pancia di Jenna è fuori dalla sua visuale. La Bradshaw parte nonostante le suppliche di Buzz e invece Nadine, rendendosi conto che suo marito ama Jenna più di lei, decide di divorziare.
Alcuni mesi dopo, Nadine, appassionata di cartomanzia, comincia ad avere premonizioni su una donna uccisa con un candelabro. Il 20 ottobre 1995, mentre si sta preparando per partire per un lungo viaggio, comincia a credere che la donna uccisa sia Marian Crane, segretaria delle Industrie Spaulding. Immediatamente si reca a casa sua per avvertirla e comincia a curiosare nell'appartamento, giungendo alla conclusione che Marian è in realtà Brent Lawrence, uno psicopatico che aveva violentato la sua figliastra Lucy qualche tempo prima. Purtroppo per Nadine è troppo tardi: Brent la scopre in casa sua e la uccide con un candelabro, gettando poi il suo cadavere nel lago. I figli di Nadine, convinti che lei sia partita, non si preoccupano della sua assenza fino a quando nel gennaio 1996 non viene rinvenuto il corpo della donna.
Dopo la morte del personaggio, Nadine ha comunque fatto alcune sporadiche apparizioni nella serie come visione, l'ultima delle quali nel giorno della festa della mamma del 2006, quando lei, Jenna e Sarah Shayne hanno fatto visita ai rispettivi figli (Harley, Coop e Reva) per spronarli a inseguire le proprie ambizioni.

## Harley Cooper
Harley Davidson Cooper  è stata interpretata da Beth Ehlers, Amy Carlson e Hayley Sparks. Poco più che adolescente dà alla luce una figlia che dà in adozione. Poi entra in polizia ed ha una relazione con A.C. Mallet. Sposa poi Philip Spaulding e, dopo di lui, Gus Aitoro. È la migliore amica di Blake.

## Ross Marler
Ross James Marler, Esq. è stato interpretato dall'attore Jerry Ver Dorn.
Dopo ventisei anni nella serie, il personaggio di Ross è stato ucciso in un incidente aereo. Marler infatti, investigando sulla presunta morte del nipote Phillip, scopre che l'uomo non è morto, bensì si è nascosto alle Hawaii. Così, salito su un aereo privato per tornare a casa, va incontro alla morte: Rick Bauer ha pagato un uomo per sabotare il velivolo affinché non parta, ma sfortunatamente l'aereo decolla e si schianta durante il tragitto, uccidendo Ross e la sua assistente Nikki.

## Blake Thorpe Marler
Christina Blake Marler: figlia di Roger Thorpe e Holly Norris, la piccola Christina nasce sullo schermo nel luglio 1975 (in seguito per via della SORAS la data di nascita sarà anticipata all'aprile 1965). Inizialmente si pensa che la bambina sia figlia del marito di Holly, Ed Bauer, ma poi si scopre che il padre biologico è Roger, che alcuni anni dopo sposa Holly. Nel 1979 Holly viene violentata da Roger e poco tempo dopo gli spara per lo stress, venendo condannata per il suo omicidio. Mentre Holly è in carcere la piccola Christina viene affidata a Ed e alla sua nuova moglie Rita Stapleton, ma ben presto si scopre che Roger è vivo e quindi Holly viene scagionata. La donna decide di fuggire a Santo Domingo con la bambina, ma Roger la segue e dopo un drammatico faccia a faccia, l'uomo cade da una rupe. Dopo questo evento Holly decide di trasferirsi in Svizzera con sua figlia e qualche tempo dopo viene raggiunta anche dalla madre Barbara.
Nel 1988 Christina ritorna in città, ma ora si fa chiamare con il suo secondo nome: Blake. La ragazza arriva a Springfield con l'obiettivo di spiare Phillip Spaulding per conto del padre Alan. Ben presto Blake viene catapultata nelle lotte di potere della famiglia Spaulding, ma si innamora di Phillip. Nel frattempo la ragazza scopre che suo padre Roger è ancora vivo e riprende i contatti con lui. Durante una gita Blake arriva a sposare uno sconosciuto sotto l'effetto dell'alcool, ma il matrimonio viene invalidato ben presto e Blake riesce a fidanzarsi con Phillip. I due si sposano nel 1989 ma poco tempo dopo Alan rivela a Phillip di aver falsificato il certificato di morte di Beth Raines, l'amatissima fidanzata del figlio. L'ipotesi che Beth sia viva riaccende la passione in Phillip e quando Blake riesce a trovare la ragazza, che è vittima di un'amnesia, decide di tacere il tutto e fa rinchiudere il marito in una clinica psichiatrica. Sfortunatamente per lei alla fine Phillip riesce a trovare Beth e manda all'aria il rapporto con Blake.
Dopo la fine del suo matrimonio Blake, ormai esasperata dal desiderio di far parte della fortuna degli Spaulding, seduce il fratello di Phillip, Alan-Michael e lo convince a sposarla fingendo una gravidanza. Una volta sposatasi, Blake dice al marito di aver perso il bambino. Blake tuttavia è vittima delle continue insistenze di un suo ex, Gary Swanson, e sull'orlo della disperazione cerca di sparargli, colpendo invece Alan-Michael che finisce in coma per qualche tempo. Blake viene poi rapita da Gary, ma alla fine riesce a liberarsi grazie all'aiuto di Roger e di Alan-Michael, risvegliatosi dal coma. Gary tuttavia rivela ad Alan-Michael che Blake ha inscenato la gravidanza e così il giovane lascia bruscamente la moglie e le chiede il divorzio.
Blake cerca di riprendersi il marito, aiutandolo anche a diventare presidente delle Industrie Spaulding, ma Alan-Michael è ormai innamorato dell'immigrata greca Eleni Andros. Blake cerca di sbarazzarsi della rivale denunciandola all'ufficio immigrazione, ma così facendo ottiene solo che Alan-Michael chieda alla ragazza di sposarlo per ottenere la cittadinanza e inoltre perde anche il lavoro alle Industrie Spaulding.
Sempre più amareggiata, Blake incolpa la madre Holly di tutti i suoi guai e decide di vendicarsi di lei seducendo l'uomo di cui è innamorata, l'avvocato Ross Marler. Questo rapporto, iniziato per ripicca, diventa più profondo quando Blake si innamora realmente di Ross. I due si sposano nel 1994 e successivamente Blake si trova a dover affrontare la problematica figlia di Ross, Dinah.
Dopo aver passato una notte con Rick Bauer, Blake scopre di essere incinta di due gemelli e inizialmente crede che siano figli di due padri diversi (uno di Rick e uno di Ross), ma alla fine scopre che sono entrambi figli di Ross.
Nel 1997 Blake è vittima delle attenzioni del fratellastro di Ross, Ben Warren. La donna cede alle sue avances sessuali ma poi si pente e accusa Ben di violenza carnale. Blake alla fine rivela al marito che il rapporto è stato consensuale e lui la lascia, chiedendo la custodia dei figli.
Dopo questi eventi Blake decide di stare vicina a Holly, che si scopre essere "il maniaco delle filastrocche", un rapitore di bambini che terrorizzava Springfield da alcuni mesi. Holly aveva avuto un esaurimento che l'aveva portata a rapire i bambini, ma Blake la aiuta a ristabilirsi. La tensione la porta a finire a letto con il suo ex-marito Ross e da questo rapporto Blake resta incinta di una bambina. La donna decide di non abortire e informa Ross della paternità solo dopo la nascita della piccola Clarissa.
Intanto i complicati avvenimenti della sua vita hanno dato modo a Blake di diventare un'acclamata scrittrice di romanzi rosa ispirati alle sue vicende e a quelle degli abitanti di Springfield.
Blake cerca di riconquistare Ross, di cui è ancora molto innamorata, ma l'uomo si sta facendo coinvolgere da una giovane studentessa di legge, Tory Granger. Blake è sospettosa riguardo a Tory e ben presto si scopre che la ragazza è una psicopatica. Tory cerca di ostacolare in ogni modo il rapporto fra Ross e Blake, arrivando perfino a rapire Blake e a farle girare un video di addio a Ross. Tuttavia i ruoli si invertono quando Blake riesce a liberarsi e a rinchiudere Tory per alcune settimane. Quando Tory riesce a liberarsi le due si ritrovano a lottare fisicamente, ma la polizia arriva appena in tempo per arrestare Tory.
Qualche tempo dopo la morte di Ben Reade, figlio di Fletcher, spinge Blake ad aprire un'agenzia investigativa con Harley Cooper e Mel Boudreau. Intanto Blake convince Ross a concorrere per la carica di sindaco contro Danny Santos e durante la campagna elettorale i due decidono di risposarsi. Ross riesce poi a vincere le elezioni.
Alla fine del 2005 Ross viene eletto deputato al Congresso e si trasferisce per lavoro a Washington mentre Blake e i bambini rimangono a Springfield. Nella primavera seguente il procuratore distrettuale Jeffrey O'Neill dà a Blake una tremenda notizia: l'aereo privato sul quale Ross viaggiava per fare ritorno a casa è precipitato e l'uomo è morto nell'incidente. Blake è distrutta e lo è ancora di più quando Dinah ipotizza che la segretaria con cui Ross viaggiava potesse essere la sua amante. Blake non ci crede e decide di concorrere alla carica che era stata del marito, quella di sindaco.
Nel frattempo un blogger sta diffamando gli abitanti di Springfield su un sito internet, raccontandone i segreti più nascosti. Quando, dopo aver vinto le elezioni a sindaco, Blake viene avvelenata, Marina scopre che è lei la blogger. Nel letto dell'ospedale, Blake rivela ad Harley di aver fatto tutto ciò perché dopo la morte di Ross si era sentita abbandonata dai suoi amici; subito dopo la confessione, Blake cade in coma.
Dopo essersi risvegliata nel 2007, Blake subisce un cambiamento in positivo; diventata più buona e accomodante, aiuta Coop a diventare uno scrittore, sostiene Reva dopo la presunta morte di Jeffrey e spinge Olivia Spencer e Natalia Rivera a riconoscere i sentimenti che provano l'una per l'altra.
Quando Coop muore e il Company rischia di chiudere, Blake aiuta i Cooper a salvare il loro locale facendo pubblicare l'ultimo libro del giovane, riguardante la storia della madre Jenna Bradshaw. Blake diviene poi un aiuto indispensabile nella gestione del Company.
Qualche tempo dopo Blake comincia a chattare con uno sconosciuto e si innamora di lui; dopo qualche settimana i due decidono di uscire dall'anonimato e di incontrarsi: Blake scopre così che l'uomo di cui si è innamorata altri non è che il suo caro amico di vecchia data Frank Cooper. I due amici decidono di provare a frequentarsi e alla fine della soap, dopo un anno Blake e Frank stanno ancora felicemente insieme.

## Kelly Nelson
Kelly Nelson, brillante studente di medicina, arriva a Springfield e trova alloggio nella pensione Reardon. Ben presto stringe amicizia con il giovane Tim Werner e con l'infermiera Hillary Bauer. Poco dopo comincia anche ad avvicinarsi alla bella Morgan Richards, la fidanzata di Tim.
Sebbene inizialmente i due non vadano d'accordo, il loro rapporto si modifica e Kelly arriva ad innamorarsi di Morgan. Una loro eventuale storia d'amore appare impossibile a Kelly, che quindi rompe improvvisamente ogni rapporto con la ragazza. Lei lo affronta e alla fine emerge anche un suo coinvolgimento emotivo nei confronti di Kelly, ma la cosa non può progredire perché Kelly esce con Hillary e Morgan è fidanzata con Tim.
Perdipiù Kelly diviene preda delle avances di Nola Reardon, che cerca in ogni modo di conquistarlo e di allontanarlo da Morgan. Nola quindi decide di fortificare la relazione fra Morgan e Tim, regalando alla ragazza delle pillole anticoncezionali e spingendola ad avere rapporti sessuali con Tim.
Il farmaco viene scoperto dalla madre di Morgan, Jennifer, che si infuria con la figlia. Morgan, in crisi e convinta di non poter amare Kelly, scappa a Chicago e va a lavorare in un night club di proprietà del losco Duke Lafferty. Jennifer rintraccia la figlia, ma viene trattata in malo modo da Duke e si trova quindi costretta a rivolgersi a Kelly e a Mike Bauer, il quale parla con la polizia e fa chiudere il locale con l'accusa di sfruttamento della prostituzione.
Dopo questa vicenda, Morgan e Kelly divengono amanti all'insaputa di Tim e Hillary. Nola intanto prosegue ostinatamente con il suo piano e una sera, dopo aver fatto ubriacare Kelly, lo spoglia e lo infila nel suo letto, per poi fargli credere di aver passato una notte di sesso. Nola quindi si fa mettere incinta da Floyd Parker e dice di aspettare un bambino da Kelly. Inoltre fa naufragare la relazione fra Kelly e Hillary affermando che la ragazza ha una storia con l'avvocato Derek Colby.
Successivamente Duke Lafferty evade e si reca alla pensione Reardon, dove rapisce Morgan. Nola e sua madre Bea chiamano la polizia e li mettono sulle tracce del criminale. La polizia, Tim e Kelly arrivano appena in tempo per salvare Morgan, che sta per essere violentata da Duke.
Tim, intuendo che la sua ragazza è innamorata di Kelly, diviene alcolista e una sera lui e Morgan vengono coinvolti in un incidente stradale. Morgan finisce in un breve coma e Tim viene mandato a disintossicarsi.
Morgan successivamente si risveglia e deve fare i conti con la gravidanza di Nola. Bea tuttavia sa benissimo che la figlia sta alterando la paternità del bambino e le chiede di dire a tutti la verità. Kelly ascolta la conversazione e ne rimane molto ferito; quando Nola entra in travaglio e lui la aiuta a partorire, la donna decide di chiamare la bambina Kelly Louise. Il giovane però rivela alla donna di essere a conoscenza della vera paternità della bimba e quindi pone fine alla loro amicizia. Nola poi cambia il nome della figlia da Kelly in Anastasia.
Kelly e Morgan si sposano, ma il loro matrimonio viene messo a dura prova. Kelly infatti si concentra sul lavoro e vorrebbe costruire una famiglia con Morgan, ma lei ha deciso di fare la modella ed è troppo impegnata nella vita mondana. Un giorno Kelly scopre che Morgan ha trascorso tutta la giornata con Josh Lewis e così lo picchia, mandando la moglie su tutte le furie e incrinando definitivamente il loro rapporto.
I coniugi Nelson si separano e Morgan comincia una relazione con Josh, ma poi decide di dare un'altra chance a Kelly e così i due partono per un viaggio a Tenerife. Josh però mette loro i bastoni fra le ruote e chiama i paparazzi per rovinare la loro vacanza. In effetti la sua strategia dà buoni frutti, perché al rientro Morgan riprende a frequentare Josh all'insaputa del marito. Quando Kelly scopre tutto, chiede il divorzio a sua moglie.
Successivamente Kelly si innamora della collega Claire Ramsey. La donna però non lo ricambia e il rapporto fra i due si riduce solo ad una notte di sesso. Dopo questa storia Kelly accetta un posto di lavoro a Boston e lascia Springfield per sempre.

## Andy Norris
Figlio minore di Stanley e Barbara Norris, Andy è un giovane ambizioso, che cerca di raggiungere i suoi obiettivi con ogni mezzo possibile. Dopo aver combattuto in Vietnam, Andy ritorna a casa e scopre immediatamente la relazione extraconiugale fra sua sorella Holly e Roger Thorpe. La giovane è incinta dell'uomo e Andy, di professione scrittore, decide di pubblicare un libro riguardo alla storia di Holly. Dopo averlo terminato, però, il ragazzo si pente e distrugge il manoscritto per evitare di rovinare la vita a sua sorella. Subito dopo lascia la città sperando di fare fortuna altrove.
All'oscuro dei suoi familiari, però, Andy si sposa con Trish Lewis, erede di una ricchissima famiglia di petrolieri di Tulsa. I Lewis disapprovano il matrimonio ed estromettono Trish dagli affari, così Andy abbandona sua moglie e scappa. Successivamente paga una prostituta, Lesley Ann Monroe, per sedurre il fratello di Trish, Josh, in modo da poter rubare 500.000$ ai Lewis.
Nel 1980 Andy ritorna a Springfield e incontra Vanessa Chamberlain, un'amica di Trish. Il ragazzo prega Vanessa di non rivelare nulla del suo matrimonio perché la sua famiglia non ne sa nulla e la donna accetta. I due intraprendono una relazione e Andy tenta di dimostrare a tutti di aver messo la testa a posto, arrivando a comprare a sua madre Barbara un ristorante. Vanessa tuttavia viene scaricata in malo modo dal ragazzo, che comincia a corteggiare Katie Parker, la segretaria della psicologa e terapista sessuale Sara McIntyre. In realtà Andy intende sfruttare Katie per rubare le cartelle cliniche della dottoressa, in modo da ricattare gli abitanti di Springfield.
Il piano di Andy viene scoperto dal fratello di Katie, Floyd, e dall'infermiera Hillary Bauer, che riescono a farlo arrestare. Intanto Trish arriva in città e, ritrovato suo marito, gli chiede il divorzio, prendendosi l'unica proprietà di valore del giovane, ovvero il ristorante di Barbara.
Di Andy non viene più detto nulla e nessuno dei suoi familiari fa cenno a lui dopo la sua uscita di scena. Presumibilmente però il ragazzo è stato scarcerato e si è costruito una nuova vita altrove.

## Holly Norris
Holly Margaret Norris Reade è stata interpretata da Maureen Garrett e Lynn Deerfield.
Oggi personaggio minore, fino a qualche anno fa godeva di maggiore spazio. Suo padre, Stanley Norris, quando abbandonò la famiglia, era da poco nata. Quando diventa maggiorenne, Holly rincontra il padre divenuto un uomo ricchissimo, che riuscirà a conquistare l'affetto della figlia. Attraverso suo padre, conobbe Roger Thorpe. È stata sposata con lui ed era l'unica che riusciva a tenere a freno le sue cattiverie. Roger l'aveva violentata durante il loro matrimonio, eppure la loro è stata una grande storia d'amore. Insieme hanno avuto una figlia: Christina Blake Thorpe, che ha poi sposato Ross Marler.

## Ken Norris
Kenneth "Ken" Norris è stato interpretato da Roger Newman e per un breve periodo da Stephen Bolster.
Figlio primogenito di Stanley e Barbara Norris, Ken prende in mano le redini della famiglia dopo l'abbandono del padre. Il ragazzo cerca di assicurare un futuro ai fratelli minori Holly ed Andy e inoltre consegue gli studi in legge. Dopo aver avviato la sua professione, Ken assume la bella Janet Mason come segretaria e si innamora perdutamente di lei. La donna non si sente pronta ad una relazione sentimentale perché è ancora innamorata di Ed Bauer, ma Ken non demorde. Intanto Stanley sciocca la sua famiglia quando si risposa con la giovanissima Leslie Jackson Bauer e poco dopo viene ucciso dalla madre di una ragazza che ha usato per i suoi scopi.
Poco dopo Janet cede alle avances di Ken e una sera viene quasi violentata da Roger Thorpe, il fidanzato di Holly. Ken picchia brutalmente Roger e Holly decide di lasciarlo per poi sposarsi con Ed Bauer. Quando Janet scopre di essere incinta, Ken la sposa per il benessere del bambino, ma ben presto il suo carattere geloso prende il sopravvento. Alcuni mesi dopo Janet partorisce la piccola Emily e Ken opprime la moglie per via del suo rapporto con Ed. La donna è decisa a lasciarlo, ma Ken promette di vedere uno psichiatra, il dottor Bertrand Mandel.
Il matrimonio di Ken però non si salva, perché l'uomo si rifiuta di seguire i consigli dello psichiatra e durante una discussione con la moglie, i due hanno un incidente stradale in cui Ken perde la vista. In realtà la riacquista poco tempo dopo, ma la sua folle gelosia lo porta a vedere una tresca fra sua moglie e il cognato Ed, che diventa l'obiettivo della sua furia. Dopo aver comprato una pistola, nel 1975 Ken affronta Ed e gli spara, ma fortunatamente lo colpisce solo ad una mano. Janet chiede e ottiene il divorzio e poi parte per la California insieme ad Emily, mentre Ken viene ricoverato in un istituto psichiatrico.
Nel 1998, dopo molti anni passati in manicomio, Ken viene dimesso e torna a casa da sua sorella. In questo particolare momento Holly è stata lasciata dal marito Fletcher, che ha portato via la loro bambina Meg. Ken decide di aiutare sua sorella e anche sua nipote Blake, ricattata per via di una brevissima relazione extraconiugale con Ben Warren. Ken trafuga il nastro con le prove del tradimento e ciò manda su tutte le furie Ben, che decide di affrontarlo. Quando Ben arriva a casa di Holly però comincia a credere che Ken sia il "maniaco delle filastrocche", lo psicopatico che da qualche tempo sta minacciando gli abitanti di Springfield. Ben viene quasi ucciso e ciò lo porta a rivelare i suoi sospetti ai detective Teri De Marco e Frank Cooper.
Harley Cooper, una delle vittime del maniaco, viene avvertita dal fratello di guardarsi le spalle da Ken, ma l'uomo si reca proprio da lei per farsi aiutare a dimostrare la sua innocenza. Mentre Harley e Ken stanno parlando, però, Phillip Spaulding e la polizia irrompono nello studio e Ken, preso dalla paura, minaccia Harley con un coltello. La questione si risolve per il meglio, ma i sospetti su Ken si intensificano. L'uomo allora rivela alla sorella di sapere la verità: è lei la maniaca. Holly quindi gli chiede aiuto e poco tempo dopo, quando rapisce alcuni bambini di Springfield, Ken la copre malvolentieri. Alla fine Holly viene mandata per qualche tempo in un centro di riabilitazione e Ken tenta di dare un nuovo assetto alla sua vita. Tuttavia i cittadini di Springfield gli sono ostili e così Ken parte per San Diego, in modo da stare più vicino a sua figlia Emily.

## Stanley Norris
Stanley è un uomo d'affari privo di scrupoli, che ha sacrificato gli affetti per costruire la sua azienda. Dopo aver abbandonato sua moglie Barbara e i loro tre figli Holly, Ken e Andy, Stanley ha avuto svariate avventure sessuali. Nel 1969, pur essendo sposato con Kit Vested, mette incinta la sua segretaria Margie Wexler, ma la relazione viene scoperta dal marito della donna, Peter, che le impone di lasciare il lavoro. Margie perde il bambino in un incidente e si licenzia ma non riesce a separarsi da Stanley e così, stremata dalla vergogna, si uccide.
Nel 1970 Holly ritrova il padre, desiderosa di conoscerlo e di avere un contatto con lui; Stanley la riempie di regali costosi e le fa conoscere l'alta società, ma paga Roger Thorpe per corteggiarla. Barbara disapprova la scelta di Holly, ma la ragazza non le presta fede.
Nel frattempo Stanley fa una corte serrata alla giovanissima Leslie Jackson Bauer, che nonostante i consigli di suo padre Stephen e dell'ex marito Ed Bauer decide di accettare la sua proposta di matrimonio. Tuttavia, dopo le nozze Leslie scopre che Stanley è un donnaiolo e un marito poco presente: l'uomo la tradisce con Leona, la governante di suo figlio Freddie e con la figlia della donna, Deborah. Delusa dal comportamento di suo marito, Leslie decide di separarsi da lui.
Oltre ai problemi coniugali, Stanley deve vedersela con una lunga serie di complotti contro di lui: David Vested, il fratello della sua ex-moglie Kit, tenta di demolire la sua società per fortificare la propria; Charles Eiler, un suo vecchio socio, trama contro di lui dopo aver scoperto che è stato a letto con sua moglie Betty; Linell Conway, la sua segretaria, gli giura vendetta dopo essere stata rifiutata e umiliata.
La sera del 18 settembre del 1971 Stanley viene ritrovato morto da Leslie, che viene arrestata con l'accusa di omicidio. In tribunale però, mentre Leslie sta per essere condannata, Marion, la madre di Linell, confessa di aver ucciso lei Stanley per vendicarsi del dolore che aveva causato a sua figlia. Subito dopo la rivelazione, Marion ha un attacco di cuore e cade a terra morta.

## Meredith Reade
Meredith Reade Bauer, sorella del giornalista Fletcher Reade, Meredith viene assunta come chirurgo all'Ospedale dei Cedri di Springfield e raggiunge così suo fratello. La dottoressa si avvicina immediatamente al collega Rick Bauer e i due intraprendono una relazione, che attraversa un periodo difficile quando i due medici devono curare Johnny Bauer, cugino di Rick. Il giovane infatti è ammalato di cancro e mentre Meredith intende sottoporlo a cure tradizionali, Rick preferisce un approccio olistico. Meredith presenta un esposto al consiglio dell'ospedale ma Maeve Stoddard, fidanzata di Fletcher, scopre un suo grosso segreto: ha praticato l'eutanasia alla madre malata di tumore. Maeve minaccia Meredith di rivelare l'accaduto in pubblico se non lascerà cadere le accuse contro Rick e così la donna è costretta a sottostare al ricatto.
Meredith e Rick si riconciliano ma si lasciano nuovamente quando lui decide di divenire un medico di base piuttosto che un chirurgo. Dopo un brutto litigio Meredith finisce a letto con Phillip Spaulding, il migliore amico di Rick, ma i due si accorgono di aver commesso un errore e decidono di mantenere la cosa segreta. Qualche tempo dopo Meredith e Rick si rimettono insieme e programmano il loro matrimonio, ma la ragazza scopre di essere incinta di Phillip e lo rivela solo a Blake Lindsey, innamorata dello stesso Phillip. Meredith sposa ugualmente Rick e alcune ore dopo le nozze gli rivela di essere incinta di un altro uomo, seppur non rivelandogli il suo nome. Rick acconsente a crescere il bambino per amore di Meredith, ma nell'aprile 1989 la gravidanza viene compromessa e Rick si trova a dover scegliere fra la vita di sua moglie e quella del bambino. Il dottor Bauer allora si rivolge all'amico Phillip per ricevere un consiglio e lui, pur intuendo di essere il padre del bambino, gli dice di salvare Meredith. In seguito Rick scopre che Phillip era il padre del bambino e così si infuria con lui e Meredith, ma in seguito decide di perdonarli. Meredith però, dopo aver appreso di non poter più avere figli e sapendo quanto Rick li desideri, gli scrive una lettera in cui gli chiede il divorzio e poi abbandona Springfield per sempre.

## Maureen Reardon Bauer
Maureen Reardon Bauer, figlia maggiore dei Reardon, Maureen arriva a Springfield nel 1982, reduce da un complicato divorzio. Assunta dal dr. Ed Bauer come segretaria, comincia ad innamorarsi di lui e pian piano i due avviano una relazione, che sfocerà nel matrimonio nel febbraio del 1983. Successivamente Maureen scopre di aspettare un bambino, ma la gravidanza termina con un aborto spontaneo.
In seguito Maureen si occupa dello strano comportamento del fratello Tony e durante le indagini ritrova suo fratello Jim, divenuto medico all'Ospedale dei Cedri. Maureen mantiene il segreto sull'identità del fratello, che nel frattempo diagnostica a Tony un tumore al cervello, dal quale però riesce a salvarsi. Dopo alcuni equivoci con Ed, che sospetta che la moglie abbia una relazione con Jim, la coppia sembra trascorrere un periodo sereno.
Qualche tempo dopo tuttavia, Ed e Maureen partono per Beirut seguendo Claire Ramsey e Fletcher Reade. A causa di un malinteso, Fletcher e Maureen vengono dati per morti in un'esplosione e a causa del dolore, Ed e Claire finiscono a letto insieme. Il giorno seguente però Fletcher e Maureen tornano sani e salvi e Claire scopre di essere rimasta incinta. Dato che Fletcher si era sottoposto ad una vasectomia, Ed capisce di essere lui il padre del bambino che Claire ha in grembo. Alcuni mesi dopo Claire partorisce la piccola Michelle, ma si dimostra un genitore poco responsabile, lasciando da sola la bimba o anteponendole la sua carriera. Ed e Maureen lottano contro di lei per la custodia e alla fine la ottengono quando Claire si arrende e lascia la città.
Dopo la scoperta di non poter concepire figli, Maureen decide di tornare a lavorare, accettando un posto come assistente di Vanessa Chamberlain. Circa due anni dopo, Maureen trova una lettera dell'amica Lillian Raines, dalla quale apprende il tradimento del marito. Delusa dall'infedeltà di Ed, Maureen si rifugia nello chalet di famiglia e poco dopo viene raggiunta da suo marito, che vuole un chiarimento. I due litigano furiosamente e Maureen abbandona lo chalet, ma viene coinvolta in un incidente stradale e muore.
Quattro anni dopo, nel 1997, Michelle immagina un dialogo con la madre in cui parla con lei dei suoi problemi sentimentali. Nel 2004, quando Michelle soffre temporaneamente di amnesia, il suo primo ricordo è proprio Maureen, la donna che l'ha cresciuta e amata come una vera figlia. L'anno seguente, mentre Michelle è in coma, Maureen le appare in sogno incitandola a riprendersi.

## Reva Shayne
Reva Shayne è uno dei personaggi principali della soap a partire dagli anni ottanta. Da sempre legata a Joshua Lewis (interpretato da Robert Newman), Reva ha vissuto con lui un rapporto altalenante arrivando più volte, nel corso di circa vent'anni, al matrimonio e altrettante al divorzio. Nel corso del tempo ha avuto storie importanti con altri componenti della famiglia Lewis ritornando poi sempre da Joshua. Da lui ha avuto due figli, Marah e Shayne mentre, dal di lui fratello maggiore, Billy, ha avuto un altro figlio. 
Reva è stata protagonista di diverse morti apparenti. La prima risale agli inizi degli anni '90, quando la donna tentò il suicidio gettandosi con l'auto da un ponte sulle Florida Keys; fu ritrovata diversi anni dopo, quando ormai era da tutti creduta morta, da Alan Spaulding in una comunità Amish totalmente priva di memoria. Viene quindi riportata a Springfield dove pian piano ricomincia a recuperare la memoria ma scopre che nel frattempo Josh si è sposato con Annie Dutton, un'infermiera dei Cedri. All'inizio, per non traumatizzare i suoi figli e per non turbare la ritrovata felicità di suo marito con Annie,  decide di rimanere nascosta per poi andarsene definitivamente ma Josh la scopre. Quando Reva scopre l'instabilità mentale di Annie, decide di sposarsi per un breve periodo con Buzz Cooper solo per ottenere la custodia dei figli Marah e Shayne che però fanno fatica a dimostrarle affetto. Dopo una serie di peripezie in cui Annie finge una gravidanza e simula addirittura un omicidio colposo con aborto a seguito di cui viene incolpata appunto Reva, quest'ultima si riavvicina di nuovo a Josh e muove delle accuse verso Annie per una serie di reati ma quest'ultima evade dal carcere e la rapisce dirottandola su un aereo in volo sull'oceano. Sconvolto dalla perdita e plagiato da un medico senza scrupoli, il dottor Michael Burke, Josh fu convinto ad acconsentire alla clonazione di Reva in modo da non traumatizzare i figli con la perdita della loro madre. Al clone (che raggiunge l'età adulta nell'arco di poche settimane grazie a un farmaco per l'accrescimento rapido) viene fatta rivivere interamente la vita di Reva e fattole prendere appunto il suo posto. Al suo ritorno, Reva, che si è salvata su un'isola deserta, affronta il proprio clone che decide di suicidarsi dopo essersi dovuta spacciare per un breve periodo per una cugina lontana di Reva dal nome evocativo Dolly. Tornata nuovamente con Josh, e dopo aver mandato in una clinica psichiatrica Annie che nel frattempo si era rifatta viva sotto un'altra identità, Reva compì delle ricerche per recuperare la memoria di quegli anni in cui è stata creduta morta, scoprendo che dopo l'incidente era finita sulla fantomatica isola di San Cristobel dove aveva sposato Richard Winslow, il principe regnante del piccolo stato, dal quale aveva avuto un figlio di nome Jonathan. La vicenda mina la serenità con Josh e lui sposa Olivia Spencer conosciuta a San Cristobel mentre lei dopo una breve relazione con un medico cerca in tutti i modi di riconquistarlo riuscendo finalmente a risposarlo nel 2002.
Negli anni successivi, Reva ha iniziato la conduzione di uno show in tv, ha sviluppato doti di preveggenza e visioni dal passato. Tra gli altri mariti di Reva spicca il fratello maggiore di Josh, Billy Lewis, dal quale ha avuto un figlio di nome Dylan e il loro anziano padre H.B.. È anche nonna di Susan Lemay (nata Daisy Lewis), figlia di Dylan, e Sarah Randall, figlia di Jonathan.
Nel 2012 è uscito negli Stati Uniti un cofanetto di DVD intitolato The Reva Shayne Collection, che riassume le vicende del personaggio

## Alan-Michael Spaulding
Dopo aver lasciato Springfeld da bambino, vi fa ritorno a sorpresa atterrando col paracadute nel giardino dello Zio Ed nel corso del tradizionale barbecue dei Bauer del 4 luglio del 1987; i primi tempi lo vedono fare la bella vita a Springfield forte dell'essere il rampollo della più ricca famiglia della città e girare intorno a due donne Harley Cooper e Dinah Marler. Alla fine sposerà Harley che mira solo alla posizione ed ai soldi che il marito può darle; ma a complicare le cose arriverà l'ex di Harley, Dylan Lewis, dal quale Harley aveva avuto a soli 18 anni una figlia data in adozione ai Lemay; pur di non perdere la moglie Alan-Michael arriverà a rapire la bambina insieme alla moglie, ma alla fine pentito riporterà la bambina ai genitori adottivi.
Terminato il matrimonio con Harley, nel 1990 Alan-Michael inizia una relazione con Blake Thorpe, moglie di suo fratello Phillip, in crisi col marito dopo il ritorno a Sprinfield di Beth, grande amore di Phillip. Ottenuto il divorzio da Phillip, Blake sposa Alan-Michael, ma anche questo matrimonio naufraga ben presto perché Blake mira solo a conquistare insieme al padre, il perfido Roger Thorpe, potere all'interno dell'impresa di famiglia
Dopo il divorzio da Blake, Alan-Michael perde la testa per Eleni, la fidanzata di Frank Cooper e per separare i due paga una prostituta per farsi trovare da Eleni a letto con Frank; una volta separati i due convince Eleni a sposarlo per ottenere la cittadinanza americana e non dover tornare in Grecia; ma Mousette la prostituta che aveva pagato, lo ricatta e alla fine Alan-Michael decide di farla fuori facendo mettere una bomba nell'auto; nell'attentato resta però coinvolto il detective A.C. Mallet, fidanzato di Harley, che finisce temporaneamente su una sedia a rotelle. Alan-Michael riuscirà ad evitare di finire in galera per l'accaduto, ma perderà Eleni che scoperta la verità tornerà con Frank.
Ai problemi sentimentali si aggiungono quelli sul lavoro alla Spaulding dove con Phillip trasferitosi in Arizona e la fine del matrimonio tra Roger e sua Zia Alexandra, Alan-Michael sperava di essere nominato nuovo presidente, ruolo invece andato a Vanessa Chamberlain; stanco di essere considerato non all'altezza di guidare l'impresa di famiglia decide di mollare tutto, lasciando pure Villa Spaulding e trasferendosi in un appartamentento che dividerà con la giovane Lucy Cooper. Tra i due potrebbe nascere qualcosa, ma Alan-Michael –scottatto dalle precedenti vicende sentimentali – decide di fare un passo indietro.
Terminata la coabitazione con Lucy, Alan-Michael rimane vittima involontaria di un'esplosione,a soccorrerlo è suo padre Alan che uscito in anticipo di galera per buona condotta, sta preparando insieme a Roger Thorpe il suo ritorno in grande stile alla Spaulding; grazie a Roger, Alan-Michael viene affidato alle cure delle giovane dottoressa Tangie Hill che gli salva la vita; ritrovata l'alleanza col padre, una volta che Alan ha ottenuto la nomina a nuovo amministratore delegato della Spaulding, Alan-Michael realizza il sogno di una vita diventare il presidente dell'impresa di famiglia. Contemporaneamente Alan-Michael si lega sentimentalmente a Tangie, ma Alan, anche lui innamorato della ragazza finirà col farli separare.
Nella vita di Alan-Michael torna però a sorpresa Lucy, assunta dal ragazzo come nuova segretaria; che però si lega sentimentalmente a Brent Lawrence un giovane stagista della Spaulding, ma quest'ultimo si rivela uno psicopatico e abusa sessualmente della ragazza e sarà proprio Alan-Michael a salvarla dalle sue grinfie. Brent però prima finge la sua morte con l'aiuto della sorella, poi travestiosi da donna, si fa assumere sotto la falsa identità di Marion alla Spaulding rapendo Lucy e Alan-Michael. Per fortuna l'intervento della polizia riuscirà a liberare entrambi ed assicurare Brent alla giustizia.
Liberi di vivere la loro storia Lucy e Alan-Michael convolano a giuste nozze e durante la cerimonia fa il suo ritorno a sorpresa Phillip che ha scoperto che anni prima a pagare l'uomo che tentò d'incastrarlo per omicidio era un membro della sua famiglia; il cui unico indizio è la lettera indirizzata da A. Spaulding. Phillip sospetta che quell'A. Spaulding sia proprio il fratello e i rapporti tra i due s'incrinano, come se non bastasse Alan Michael scopre che dietro alla misteriosa impresa che vuole distruggere il padre di Lucy, c'è Alan per vendicarsi del matrimonio tra Buzz e Reva; ma Alan è anche il vero A. Spaulding che aveva incastrato Phillip e la confessione di quest'ultimo riuscirà almeno a riappacificare i due fratelli
Stanco delle continue lotte in seno alla sua famiglia, Alan-Michael decide di lasciare insieme a Lucy Springfield e trasferirsi in Grecia.
Alan-Michael torna a Springfield dopo diversi anni di assenza, dopo il divorzio da Lucy, all'inizio sembra schierato con Harley e il fratellastro Gus Aitoro contro il padre Alan, ricoverato in un istituto psichiatrico dopo il presunto omicidio di Phillip, ma in realtà è in combutta col padre per riprendere il controllo delle imprese di famiglia, ma frequentando la giovane poliziotta Marina Cooper il suo piano rischia di essere scoperto.

## Rita Stapleton
Rita Stapleton: nata e cresciuta nella Virginia Occidentale, Rita si trasferisce a Springfield nel 1975 e va a lavorare come infermiera all'Ospedale dei Cedri. Sin dall'inizio comincia ad uscire con il dottor Ed Bauer e i due intraprendono una relazione. Qualche tempo dopo però Rita deve affrontare un processo per l'omicidio di un petroliere texano, Cyrus Granger, a cui lei faceva da infermiera personale. Per discolparsi dall'accusa, Rita si vede costretta a rivelare che al momento dell'omicidio lei era a letto con Roger Thorpe (anche lui all'epoca dei fatti lavorava alle dipendenze di Granger). Questa rivelazione colpisce duramente Ed, che ha un rapporto estremamente negativo con Roger, il quale ha messo incinta la sua ex-moglie Holly mentre i due erano ancora sposati.
Ed lascia Rita, ma poco dopo si riavvicina a lei in un periodo in cui è vittima di un maniaco che la perseguita. Questo stalker si rivela essere Georgine, la nuora di Cyrus Granger. La donna rivela di aver assassinato lei il suocero per impedirgli di includere Rita nel testamento e inoltre ce l'ha con Rita anche perché la ritiene indirettamente responsabile della morte di suo marito, il quale ha avuto un infarto dopo che Georgine lo ha accusato di avere una relazione con l'infermiera. La donna viene arrestata mentre tiene in ostaggio Rita e sua sorella Eve e così Rita si ricongiunge a Ed.
Poco prima del matrimonio con Ed, Rita viene violentata in casa da Roger Thorpe, ma decide di non parlare a nessuno dello stupro subito. Rita e Ed si sposano ma qualche mese dopo anche Holly viene stuprata da Roger (che nel frattempo ha sposato). La ribellione di Holly alla violenza subita dal marito spinge Rita a raccontare a Ed di essere stata stuprata anche lei. Holly intanto si vendica di Roger sparandogli e viene incriminata per il suo omicidio. Ed e Rita vengono nominati tutori della bambina di Holly, Christina, e Rita è costretta a lasciare il lavoro per occuparsi a tempo pieno della piccola.
La frustrazione spinge Rita fra le braccia di un suo ex, il dottor Greg Fairbanks, che nel frattempo a sua insaputa sta corteggiando anche Eve. Quando Rita scopre di essere incinta si trova a non conoscere con certezza la paternità del bambino, tuttavia la madre Viola la convince a non abortire. Verso la fine della gravidanza Rita riconosce in un uomo travestito da clown Roger Thorpe e capisce che l'uomo si è solo finto morto. Roger cerca di sequestrare Christina, ma Rita riesce a sventare il rapimento e viene inseguita da Roger, che la porta in un casolare abbandonato. Rita entra in travaglio, ma la caduta accidentale di una lampada a cherosene provoca un incendio. La donna riesce ad essere liberata da Ed e Mike ma l'inalazione del fumo la porta a perdere il bambino. Dopo l'avvenuto Rita va via da Springfield per alcuni mesi.
Al suo ritorno il matrimonio con Ed continua ad essere compromesso e la donna intraprende una relazione con Alan Spaulding, il marito di sua nipote Hope. La relazione viene resa pubblica e Rita scappa da Springfield rifugiandosi a San Francisco. Al momento della sua partenza alcuni indizi suggeriscono che Rita potrebbe essere incinta, ma non viene reso noto se il padre sia Ed o Alan. Entrambi gli uomini comunque cercano di rintracciare Rita, ma la donna è irreperibile e anche Eve e Viola hanno perso i contatti con lei. Alla fine Ed ottiene il divorzio per abbandono e di Rita non si hanno più notizie.

## Maeve Stoddard
Maeve Stoddard Reade (precedentemente Sampson): discendente da una famiglia molto ricca, è la proprietaria dello Springfield Journal. Per iniziativa di Sally Gleason, che non vede di buon occhio la relazione fra suo figlio Kyle e Reva Shayne, Maeve seduce il giovane, con cui ha avuto una storia qualche tempo prima. Inizialmente Maeve è restia a riavvicinarsi a Kyle ed ha una storia con il dottor Louie Darnell, ma alla fine i due si ritrovano a letto insieme e lei resta incinta.
Kyle si trova costretto a sposarla, ma essendo innamorato di Reva, tradisce la moglie con lei. Maeve allora fugge di casa e torna qualche mese dopo, affermando di aver perso il bambino e concedendo quindi il divorzio a Kyle. Nel frattempo Louie si occupa di un neonato, Ben, che dice essere suo cugino orfano. Maeve quindi afferma di voler adottare il bambino, ma Kyle e Reva vogliono fare altrettanto. Alla fine, durante il matrimonio di Kyle e Reva, Maeve è obbligata a rivelare la verità: Ben è il bambino che ha avuto da Kyle. L'uomo allora parte lasciando suo figlio sotto la custodia di Maeve.
Nel 1987, dopo un breve fidanzamento, Fletcher Reade propone a Maeve di sposarlo, ma lei non si sente pronta ad affrontare un altro matrimonio così presto. Nel frattempo scopre il segreto di sua cognata Meredith: la ragazza ha praticato l'eutanasia alla madre sofferente di tumore. Maeve si serve dell'informazione per ricattare Meredith, in modo da farla desistere dall'accusare Rick Bauer di negligenza professionale. In seguito alla vicenda Fletcher la perdona e i due si sposano; con il matrimonio Fletcher diviene proprietario della metà dello Springfield Journal e inoltre adotta Ben. Poco dopo le nozze però Maeve rimane tragicamente uccisa in un incidente aereo e sua madre Julia affronta una battaglia legale contro Fletcher per ottenere l'affido di Ben. Alla fine però Fletcher vince dopo aver trovato il testamento di Maeve, in cui la donna lo nomina tutore del bambino.

## Sally Gleason
Sally appare per la prima volta nel 1983, quando Joshua Lewis si reca a Cross Creek per cercare suo padre H.B., scomparso misteriosamente. Sally non sa dove si trovi, ma partecipa alle ricerche. In seguito si scopre che la donna è stata a lungo l'amante di H.B. e inoltre è la madre di Kyle Sampson; i due sono diametralmente opposti, poiché Kyle ha modi gentili e raffinati, mentre Sally è rude e volgare e per un certo periodo ha lavorato come prostituta. Quando H.B. nota l'astio che Kyle prova nei confronti dei Lewis, gli dice con la complicità di Sally che è suo figlio biologico, ma in realtà non è così. Successivamente Sally scopre che Kyle e Reva Shayne si stanno frequentando e spinta dall'odio verso la donna, invita in città una vecchia fiamma di suo figlio, Maeve Stoddard. La ragazza inizialmente si rifiuta di prendere parte al piano di Sally e di sedurre Kyle, ma alla fine resta incinta del ragazzo dopo una notte d'amore. Nel frattempo Reva scopre che Sally è la madre biologica di Billy Lewis e la donna è costretta a rivelare a tutti la verità. Inoltre racconta a Kyle che H.B. non è il suo vero padre; all'inizio non gli dice il nome dell'uomo con cui l'ha concepito, ma poi la verità viene fuori: Kyle è nato da una relazione fra Sally e il Cardinale John Malone, quando la donna si prostituiva. Intanto Maeve lascia la città e al suo ritorno dice di aver perso il bambino che aveva in grembo. In realtà, durante le nozze di Kyle e Reva viene fuori che il piccolo Ben è nato e Maeve lo ha tenuto nascosto a suo padre. Reva quindi lascia Kyle e lui abbandona Springfield insieme alla madre. Mesi dopo Reva scopre che Kyle e la sua nuova moglie sono stati coinvolti in un incidente in cui lei è morta e lui è finito in coma. Sally affronta Reva in una battaglia legale per la custodia della figlia Marah, che però si scopre essere figlia di Joshua e non di Kyle. Sally allora, tormentata da scrupoli di coscienza, decide di dirlo a Joshua, ma prima di poterlo fare viene colpita da un attacco di cuore e muore il 31 ottobre del 1987.

## Olivia Spencer
Entra in scena come promessa sposa di Richard, ma la ricomparsa di Reva a San Cristobel farà saltare i suoi piani; trasferitasi a Springfield, si è sposata con Alan, anche se era innamorata di Phillip, con il quale ha iniziato una relazione adulterina che è sfociata in giuste nozze e nella nascita di una bambina, Emma. Attualmente Olivia e Phillip hanno divorziato.

## India von Halkein
India, figlia del barone Leo von Halkein di Andorra, giunge a Springfield in seguito al divorzio di suo padre da Alexandra Spaulding. Nonostante questo matrimonio fosse solo un contratto (Alexandra si era sposata per ottenere un titolo nobiliare), il barone ha comunque risentito dell'abbandono della moglie e India vuole vendicarsi del trattamento subito. Arrivata in America la donna accetta un passaggio da un giovane affascinante, che presto scopre essere Phillip, il nipote di Alexandra. Dopo aver scoperto per caso che Phillip (con la complicità di Andy Ferris) è il responsabile dell'incendio al pub in cui Beth Raines ha perso la vista, India decide di sfruttare la situazione a suo favore. Così, facendosi aiutare da Andy registra una conversazione compromettente di Phillip e lo ricatta per farsi sposare. Sfortunatamente per lei, Warren Andrews scopre dell'esistenza del nastro e lo ruba dalla sua borsetta. India capisce cos'è successo e dopo aver sedotto Warren, trafuga il nastro e ne realizza molte copie: Phillip quindi è obbligato a sposarla. Alexandra, venuta a conoscenza dell'esistenza del nastro, promette a Warren di fidanzarsi con lui se gli procurerà la registrazione. India intanto decide di distruggere le copie perché innamorata di Phillip, ma Andy riesce a sottrarle l'originale e accetta di venderlo ad Alexandra per 5000 dollari. Phillip cerca di impossessarsene, offrendo ad Andy 500.000 dollari, ma il ragazzo lo imbroglia e scappa con il denaro. Dopo essere stato arrestato, Andy accetta l'aiuto di Alexandra, che gli consegna del denaro a patto che le dia il nastro e abbandoni Springfield. A questo punto Alexandra si serve del nastro per ricattare suo nipote, minacciando di consegnarlo alla polizia se India non lascerà la città. Phillip si coalizza con la moglie e i due inscenano una gravidanza durante un party organizzato da Alexandra, ma Andy arriva alla festa per rivelare la verità su Phillip. Improvvisamente c'è un black out e quando le luci si riaccendono il nastro è sparito, Andy è morto e Lujack (il figlio di Alexandra) è accanto al cadavere con una pistola in mano. A questo punto India ha bisogno sempre più della vicinanza di Phillip, così si fa preparare un potente afrodisiaco da un suo amico dottore, ma purtroppo Phillip viene intossicato dalla pozione. Beth e Floyd Parker, convinti che India sia l'assassina di Andy, cercano le prove della sua colpevolezza e trovano casualmente la boccetta dell'afrodisiaco. Dopo averla fatta analizzare, scoprono che conteneva stricnina e lo raccontano a Phillip, che così caccia India di casa. La donna tenta di recuperare il nastro in modo da ricattare nuovamente Phillip, ma durante le ricerche viene rapita da Floyd, che si rivela essere il vero assassino. Phillip riesce a salvare India, ma Floyd ricatta i due dicendo che li incriminerà entrambi. India riesce a distruggere il nastro e Floyd viene arrestato. Phillip invece le annuncia di non voler divorziare da lei e la nomina presidente della Fondazione Spaulding. Alcuni mesi dopo, a causa di una crisi nel suo matrimonio, India parte per un viaggio e sul treno incontra Simon Hall. Fra i due scatta una scintilla e finiscono per avere un rapporto sessuale. India decide di ritornare a casa da Phillip, ma Simon la segue. Alexandra diviene sempre più sospettosa, ma Simon la sorprende raccontandole di essere il suo fratellastro. Quando però Phillip scopre India e Simon in atteggiamenti intimi, chiede il divorzio. India glielo concede, credendo che Simon la sposerà, ma lui la lascia per Jessie Matthews, cugina di Beth Raines. Successivamente India scopre che suo padre è gravemente malato e così sottrae del denaro alla Fondazione Spaulding per pagare le cure al barone. La segretaria di India, Peggy, si vendica di lei raccontando al giornalista Fletcher Reade dell'appropriazione indebita e così India si vede costretta a confessarglielo. Calla Matthews, la madre di Jessie, che aspira ad ottenere l'impiego di India, piazza un microfono e rende pubblica la confessione. Nonostante Phillip voglia mandarla in carcere, Alexandra si oppone e le offre del denaro per andarsene; il giudice però stabilisce di punirla con un periodo di riformatorio. Mentre si trova al riformatorio, India fa amicizia con Dorie, una bambina orfana e insieme a lei scappa rifugiandosi ad Andorra. Lì incontra Alan Spaulding, il padre di Phillip, che si è finto morto per nascondere del denaro proveniente dalla Svizzera con la complicità del barone von Halkein. Le condizioni di salute di Leo peggiorano e così India lo fa ricoverare in una struttura, non prima di aver scoperto che il patrimonio degli Halkein è nascosto nella pietra angolare del castello. Quindi India segue Alan negli Stati Uniti e viene anche accusata di aver rapito Dorie e di averla fatta emigrare, ma le accuse vengono fatte cadere quando la bambina afferma di essere partita per Andorra di sua spontanea volontà. Alan e India tentano di guadagnare con la pietra angolare, ma questa viene rubata da un certo professor Blackburn, che tramortisce India, spara Phillip e rapisce Beth (che per alcuni anni verrà creduta morta). Il denaro per fortuna ritorna in possesso di Alan e India, che nel frattempo ha deciso di adottare Dorie. Inoltre la bambina si scopre essere Adele, la sorella adottiva di Dinah Marler. Per poterla adottare, India necessita di un'attività e così acquista una galleria d'arte chiamata "Cachet". Alan la costringe a riciclare opere d'arte rubate, ma Alexandra la scopre e la ricatta per ottenere la galleria. India cede vendendole l'attività e poi, dopo aver appreso che le condizioni di salute di suo padre si sono aggravate, parte per Andorra con Dorie. Nel 1990 India ritorna e accetta di collaborare con l'ex marito che ha finto la sua morte. In questo periodo ha una relazione con Gary Swanson, ma l'uomo si rivela essere interessato solo al suo denaro e, quando viene arrestato per omicidio, India lascia Springfield e ritorna ad Andorra. Nel 1998, dopo aver perso gran parte dei suoi averi a causa di un divorzio, India ritorna a Springfield per sposare un uomo ricco. Inizialmente ha una storia con Ross Marler, ma lo lascia dopo aver capito che è ancora innamorato della sua ex-moglie Blake; successivamente stringe il legame con Alan Spaulding, che si offre di pagare la scuola a Dorie e le dà un lavoro per ringraziarla di aver salvato sua nipote Lizzie dalla pazza Annie Dutton. Alan nomina India ambasciatrice delle Industrie Spaulding dopo aver avuto un attacco di cuore, ma nonostante il loro rapporto sembri crescere, India esce di scena senza alcuna spiegazione. Nel 2002 India ritorna, in quanto membro del consiglio di amministrazione delle Industrie Spaulding, per votare il nuovo presidente fra Alan ed Alexandra; la baronessa si fa corrompere dall'ex-matrigna e vota per lei. In quest'occasione rivela anche che Dorie sta per sposarsi. India ritorna per una situazione analoga circa tre anni dopo: stavolta però si schiera contro gli Spaulding votando per Harley Cooper.

## Adam Thorpe
Adam è sempre stato un oppositore delle scelte di suo figlio Roger, che poi si sono spesso rivelate sbagliate. Al contrario di Roger, suo padre è un uomo di specchiata onestà oltre che un gran lavoratore. Per anni ha diretto una delle filiali della compagnia di Stanley Norris finché, alla morte dell'uomo, non si è trasferito a Springfield per fondare una propria ditta di appalti. Arrivato in città, Adam viene a conoscenza della relazione sentimentale fra Roger e Holly, la figlia di Stanley. Inizialmente non approva il comportamento del figlio, credendo che prima o poi spezzerà il cuore alla ragazza, ma in seguito si convince che il ragazzo vuole mettere la testa a posto. Poco tempo dopo tuttavia Holly vede Roger uscire da casa della bella Janet Mason e sentendosi tradita, lo lascia. Adam si infuria con suo figlio e lo licenzia dalla sua azienda, costringendolo ad abbandonare la città. Nel 1973 Adam si innamora ricambiato di Barbara Norris, ex moglie di Stanley e madre di Holly. I figli della donna all'inizio non approvano la relazione perché credono che Adam sia come Roger, ma alla fine lui li convince della sua onestà e sposa Barbara. Roger intanto torna in città e viene perdonato ed ospitato a casa del padre contro il parere di Barbara, che non lo ha mai visto di buon occhio. Nel 1974 per questioni di affari Adam deve analizzare la situazione dell'Ospedale dei Cedri, da poco rimasto senza capo del personale dopo il licenziamento del dottor Werner. Il posto di Werner è occupato temporaneamente dal suo migliore amico, Ed Bauer, che viene nominato definitivamente in base al parere critico di Adam. Ciò comporta profondi sensi di colpa in Ed, che si sente quasi un usurpatore. Adam invece viene nominato presidente del consiglio di amministrazione dell'ospedale e diviene un amico intimo di Ed. Il medico poi sposa Holly a Las Vegas, con grande stupore della famiglia Norris. Intanto Roger si fidanza con la graziosa infermiera Peggy Scott, ma è sommerso dai debiti, che vengono pagati da Adam e Mike Bauer, il fratello di Ed. Nel 1976 Roger e Peggy si sposano, ma Barbara si rifiuta di partecipare alla cerimonia e ciò manda Adam su tutte le furie. Alla fine Barbara si vede costretta a rivelare al marito che Christina Blake, la bambina che Holly ha appena partorito, non è figlia di Ed, ma di Roger. Adam quindi affronta il figlio e si rifiuta di perdonarlo finché Peggy non farà altrettanto. La ragazza decide di dare un'altra possibilità a suo marito e quindi anche Adam perdona Roger. Barbara dal canto suo si rifiuta di seguire l'esempio del marito, imputando a Roger il fallimento del matrimonio di Ed e Holly. Il rapporto fra Adam e Barbara si incrina ma i due riescono a recuperarlo parzialmente. Nel 1977 l'infermiera Rita Stapleton viene messa sotto processo per l'omicidio del ricchissimo Cyrus Granger. Roger si confida con il padre, raccontandogli che durante il delitto Rita era a letto con lui e quindi non poteva essere l'assassina. L'uomo allora sprona il figlio a testimoniare in tribunale e questi segue il consiglio, facendo assolvere Rita, che viene riassunta in ospedale da Adam. Barbara manifesta la sua disapprovazione e suo marito la accusa di bigottismo, chiedendole il divorzio. Nel frattempo anche Peggy lascia Roger dopo il tradimento. Rimasto da solo, Adam accetta un lavoro come direttore generale delle Industrie Spaulding, ma si licenzia dopo aver toccato con mano i comportamenti illeciti del suo capo Alan Spaulding. Nel 1979 Roger sposa Holly, ma l'uomo diviene estremamente violento, arrivando perfino a stuprare la moglie. Inizialmente Adam si rifiuta di crederci, ma si vede obbligato a cambiare idea quando la sua amica psicologa Sara McIntyre lo mette di fronte alla realtà. Roger finisce in carcere, ma esce su cauzione e viene sparato da Holly. Operato d'urgenza, decide di fingersi morto con l'aiuto di Alan Spaulding e così Holly viene arrestata. Successivamente causa un aborto a Rita Stapleton (incinta di Ed) e rapisce Holly. La donna viene salvata appena in tempo da Mike ed Ed, che fa cadere Roger da una rupe. La morte di suo figlio rende Adam molto vulnerabile, ma l'uomo ritrova l'amore con Sara. I due, dopo aver risolto alcuni problemi con il figlio di lei, si sposano nel 1981. Nel 1983 Sara accetta un lavoro in Oregon e così lei e Adam lasciano Springfield. Nel 1989 Chelsea Reardon si reca a casa di Adam a New York per parlargli della possibilità che Roger sia ancora vivo. Adam, ormai anziano e divorziato da Sara, esclude che ciò possa essere vero e afferma di credere che suo figlio sia morto. Nel 1994, in occasione delle nozze di Blake e Ross Marler, Holly invita Adam per fare una sorpresa alla ragazza. Si scopre così che Adam è stato informato del fatto che Roger non è morto, ma in tutti questi anni si è sempre rifiutato di parlargli. Prima della partenza di suo padre, Roger riesce finalmente a parlare con lui, assicurandogli di essere cambiato. Adam gli risponde amareggiato di non credergli, ma gli raccomanda di non far soffrire Holly con il suo egoismo. In realtà la previsione di Adam si rivelerà esatta e Roger spezzerà di nuovo il cuore a Holly.